# Pimelopus minor
Pimelopus minor är en skalbaggsart som beskrevs av Phillip B. Carne 1957. Pimelopus minor ingår i släktet Pimelopus och familjen Dynastidae. Inga underarter finns listade i Catalogue of Life.